# Grover Dale
Grover Dale, né le 22 juillet 1935 à Harrisburg (Pennsylvanie), est un acteur, chorégraphe, danseur et metteur en scène américain.

## Biographie

### Carrière
Né Grover Robert Aitken le 22 juillet 1935 à Harrisburg en Pennsylvanie, Grover Dale débute à Broadway comme danseur dans la comédie musicale Li'l Abner, adaptée de la bande-dessinée homonyme.
Il a joué dans d'innombrables pièces telles que West Side Story (version Broadway) ainsi que dans des films, tels que Les Demoiselles de Rochefort de Jacques Demy en 1967, où il interprète Bill, un des deux forains (l'autre étant joué par George Chakiris).
Nommé deux fois comme chorégraphe pour les Tony Awards, il a partagé avec Jerome Robbins celui du meilleur metteur en scène pour Jerome Robbins' Broadway. À partir de 1992, il édite et dirige le magazine Dance & Fitness.

### Vie personnelle
Pendant six ans, Grover Dale a eu une relation avec l'acteur Anthony Perkins, relation qui s'est terminée en 1973 lorsqu'il a épousé l'actrice et chanteuse Anita Morris (décédée en 1994), dont il eut un fils, l'acteur James Badge Dale.

## Participations à des productions sur scène
- 1956 : Li'l Abner (danseur)
- 1957 : West Side Story (acteur)
- 1960 : Greenwillow (acteur)
- 1961 : Sail Away (acteur)
- 1965 : Half a Sixpence (acteur)
- 1973 : Molly (chorégraphe)
- 1973 : Rachael Lily Rosenbloom (And Don't You Ever Forget It) (chorégraphe)
- 1973 : Seesaw (chorégraphe)
- 1974 : The Magic Show (metteur en scène, chorégraphe)
- 1979 : King of Schnorrers (metteur en scène, chorégraphe)
- 1988 : Mail (chorégraphe)
- 1989 : Jerome Robbins' Broadway (metteur en scène)
- 1989 : Billy (metteur en scène)

## Filmographie
- 1967 : Les Demoiselles de Rochefort de Jacques Demy : Bill